# Hur fan hamnade vi här?
Hur fan hamnade vi här?, är en svensk TV-serie som hade premiär på SVT Play den 7 januari 2025. Serien granskar med en blandning av satir och allvar olika företeelser i det svenska samhället. Första säsongen består av sex avsnitt. TV-serien producerades av produktionsbolaget Brand New Content.

## Handling
I serien granskar komikern Messiah Hallberg olika delar av vårt svenska samhälle och ställer sig frågan: hur fan hamnade vi här? Några av de saker som Hallberg tittar närmare på är den usla svenska tågtrafiken, att ungdomar kör runt i epor som väger elva ton och att miljardärer flyr till Sverige.

## Medverkande (i urval)
- Messiah Hallberg